# Papa Bonifácio I
São Bonifácio  (em latim: Bonifacius) foi Papa entre 28 de Dezembro de 418 a 4 de Setembro de 422. Uma parte do clero de Roma escolheu em sua vez o Antipapa Eulálio. Opôs-se ao pelagianismo e decidiu sobre o problema do prelado de Arles sobre os bispos da Gália.
Bonifácio foi defensor da unidade eclesial através da primazia da Sé Romana, tendo escrito em 422, aos bispos da Macedônia: "Pertence ao bem-aventurado apóstolo Pedro, com base na afirmação do Senhor, o cuidado, por ele assumido, da Igreja Universal, que segundo o testemunho do evangelho, sabia sobre si fundada. (...) Esteja longe dos sacerdotes do Senhor (...) tornar-se (...) rival de modo particular aquele junto o qual o nosso Cristo estabeleceu o ápice do sacerdócio; se alguém ousar ultrajá-lo, não poderá habitar o reino dos céus. "A ti", diz ele,  "darei as chaves do reino dos ceus" [Mt 16:19], e neste ninguém entrará sem o favor do porteiro" (Denzinger-Hünermann [*234]). É venerado como santo em 4 de setembro.